# Anaba
Anaba  (arabsko نابة‎, ‘Annābah), nekdanja Bône ali Bona, zgodovinski Hippo ali Hippo Regius, je mesto v severovzhodni Alžiriji ob reki Seybouse in glavno mesto Province Anaba. Ima 257.359 prebivalcev (2008) in je četrto največje mesto v Alžiriji. Večina prebivalcev jo imenuje بلد ألعنب (Balad al-Unnâb) – mesto žižol, ker je v njeni okolici obilo tega sadja.
Anaba je obalno mesto, ki se hitro širi. Ima večjo gostoto prebivalstva kot druga alžirska obalna mesta, na primer Oran in prestolnica Alžir. Je gospodarsko središče številnih  dinamičnih dejavnosti, predvsem industrije, transporta, financ in turizma.

## Zgodovina
V Ain El Hanechu pri Saïdi blizu Anabe so odkrili dokaze o zelo zgodnjih nasejenosti pokrajine, vključno z artefakti, ki kažejo na izdelavo orodij. Po nekaterih virih je bila prazgodovinska Alžirija v srednji zgodnji kameni dobi (srednji paleolitik) mesto razvoja najbolj naprednih tehnik izdelave cepljenih orodij. 
V 14. stoletju pr. n. št. so se na področju Anabe naselili Feničani. V rimskem obdobju se je naselje imenovalo Hippo Regius. Kasneje je postala eno od središč zahodnega krščanstva in prizorišče več cerkvenih zborov. Na enem od njih so kanonizirali trenutno veljavne knjige Nove zaveze. Od leta 396 do smrti leta 430 je bl anabski škof  Avguštin iz Hipona, po rodu Berber. 
V 5. stoletju so mesto zasedli Vandali in mu vladali do leta 534. Gelimerja, kralja Vandalov in Alanov od leta 530 do 534, in njegove pristaše so leta 534 v Anabi oblegali Bizantinci. Ko je Gelimer spoznal, da svojega kraljestva v severni Afriki ne bo mogel obdržati, se je vdal Justinijanovemu generalu  Flaviju Belizarju. Bizantinci so v Hiponu vladali do leta 699, ko so ga osvojili Umajadi. Umajadom so sledili  Abasidi, Aglabidi in Fatimidi in za njimi Ziridi. Po poplavah in opustošenju Banu Hilala so mesto med vladavino Hamididov leta 1033 preselili na sedanji lokacijo. Leta 1034 sta ga napadli pisansko in genovsko ladjevje, leta 1153 ga je osvojilo Sicilsko kraljestvo, leta 1160 pa so ga zasedli Almohadi. Po abdikaciji Almohadov so oblast v mestu leta 1250 prevzeli Hafsidi. Njihovo oblast so za nekaj časa prekinili Marinidi in Kastilija (1360), potem pa so jo prevzeli Zajanidi. Leta 1533 je prišlo mesto pod oblast Osmanskega cesarstva, ki je trajala do francoske okupacije leta 1832.  Izjema je bilo obdobje od leta 1535 do 1540, ko so v mestu vladali Španci. 
Od 16. do 19. stoletja  je bila Anaba glavno oporišče berberskih piratov.
Med francosko okupacijo se je imenovala Bône. Bila je eno od največjih naselij Evropejcev v Afriki in imela številno manjšino pied-noir. 